# Nathaniel Moore
Nathaniel Moore (n. 31 ianuarie 1884, Chicago, Illinois, SUA – d. 9 ianuarie 1910, Chicago, Illinois, SUA) a fost un jucător de golf ce a reprezentat Statele Unite ale Americii, medaliat olimpic. A participat la o ediție a Jocurilor Olimpice (1904) în care a câștigat o medalie de aur.

## Participări
Lista de mai jos prezintă principalele competiții la care a participat Nathaniel Moore de-a lungul carierei.
- golf at the 1904 Summer Olympics – men's team[*]